# Грідчин Максим Валерійович
Грідчин Максим Валерійович (нар. 31 серпня 1988, селище Краснопілля Краснопільського району (нині Сумського району) Сумської області Української РСР СРСР — пом. 7 березня 2022, м. Маріуполь Донецької області) — підполковник, начальник відділення бойової та спеціальної підготовки військової частини 3057 12-тої бригади оперативного призначення Національної гвардії України, відзначився у ході російського вторгнення в Україну.

## Життєпис
Максим Грідчин народився 1988 року у селищі Краснопілля Краснопільського району (нині Сумського району) на Сумщині. В 2010 році закінчив Академію внутрішніх військ МВС України (з 2014 року — Національна академія Національної гвардії України), Харків. До 2014 року ніс службу в місті Макіївка Донецької області. З 2014 року брав участь в бойових діях (звільнення та оборона Маріуполя). В Маріуполі військову службу ніс на посаді начальника відділення бойової та спеціальної підготовки військової частини 3057 12-тої бригади оперативного призначення Національної гвардії України у Маріуполі Донецької області.
З початком повномасштабного російського вторгнення в Україну захищав місто Маріуполь. 6 березня 2022 року під час ведення запеклих боїв на одному з найтяжчих напрямків оборони Маріуполя зазнав смертельного поранення. Помер наступного дня. 
Має сина, Гліба та сестру, Ольгу

## Родина
З 2020 року був цивільним чоловіком медички Альони Кушнір (Новіцької). Разом вони жили у Маріуполі, служили у військових частинах. Медична інструкторка Національної гвардії («Азов») Альона загинула 15 квітня 2022 року — через 40 днів після смерті Максима Грідчина.

## Нагороди
- орден «За мужність» III ступеня (2022, посмертно) — за особисту мужність і самовіддані дії, виявлені у захисті державного суверенітету та територіальної цілісності України, вірність військовій присязі.